# Heteronygmia
Heteronygmia é um gênero de traça pertencente à família Arctiidae.